# مات والتر
مات والتر هو لاعب كرة القدم الكندية كندي، ولد في 20 يوليو 1989 في كالغاري في كندا.